# Hero Online
Hero Online es un videojuego de rol multijugador masivo en línea (MMORPG, del inglés massively multiplayer online role-playing game) producido por Netgame, basado en una historia escrita por tres generaciones de novelistas de la Cultura china. Hero Online es un juego totalmente gratis con una tienda de ítems disponible (Hero Tavern), similar a la de muchos otros MMORPG, en la cual los jugadores que desean pueden usar sus puntos de Ncash -previamente comprados- para obtener diversos elementos que no se consiguen habitualmente.
El 31 de julio de 2006, Hero Online se tornó oficial para no ser más versión beta.

## Descripciones generales
Cuando el jugador crea un personaje, no solo es capaz de elegir el género (femenino o masculino), sino también el tipo de arma que su personaje usará. Al llevar al personaje a determinados niveles éste podrá hacer elección de alguno de los trabajos disponibles o de las sucesivas promociones para seguir progresando en su viaje fantástico. Cada uno de los personajes se especializa en tres tipos de armas. Por ejemplo, el personaje masculino "The Ruthless Blade" ("La cuchilla cruel", literalmente) tiene la habilidad de portar arcos y espadas de una y dos manos. El personaje femenino "The Piercing Eyes" (Ojos penetrantes) puede usar también espadas de los dos tipos, además de una especie de arma arrojadiza. El personaje masculino "The Overseer of Sky" (Capataz del cielo) puede disponer de hachas, bastones y lanzas. "The Elegant Mystic" (La elegante mística) puede usar lanzas y bastones como así también guantes con garras. Y finalmente, el personaje que se ha añadido más recientemente: "The Majestic Muse" (La musa majestuosa) tiene permitido el uso de pentacordios, bastones dobles, y cuchillas dobles.

## Personajes
Hero Online posee la cantidad de cinco personajes de entre los que el usuario puede optar. Cada cuenta puede albergar hasta tres caracteres.(La última actualización permite un máximo de 6 personajes por cuenta) 
El jugador puede basar su propia elección de los personajes concordándola con el arma a utilizar, teniendo así otra forma de clasificarlos además de por su nombre.
Estos son: "The Ruthless Blade" o Sword Male, "The Overseer Of the Sky" o Rod Male, "The Piercing Eyes" o Sword Female, "The Elegant Mystic" o Rod Female y "The Majestic Muse" o Dual-Wielder Female. De esta forma, asimismo, no solo las armas son las que varían de acuerdo al personaje, sino también diversos ítems como armaduras, botas, cascos, etc, que se pueden conseguir en el juego.

## Clases de Trabajos
Cuando los jugadores alcanzan el nivel de 1 Dan (1 Dan = 10 niveles en el juego) tienen permitido elegir una clase de entre cuatro opciones. Las destrezas o Skills que se obtienen dependen del trabajo escogido. Al llegar al quinto Dan (Nivel 50) pueden realizar una misión (Quest) para obtener la segunda promoción, y conseguir así nuevas Skills.

 Psíquico/Physician (1Dan 0Kyu): 
Principalmente enfocado en efectos curativos y de estado.
Segunda Promoción:
- Surgeon (5Dan 0Kyu): Utiliza Skills defensivas para curarse/protegerse a sí mismo o a sus aliados.

- Combat Medic (5Dan 0Kyu): Utiliza técnicas que le permiten perjudicar el estado de sus oponentes, como por ejemplo: paralizar.

Cazador/Hunter (1Dan 0Kyu):
Domestica animales para convertirlos en mascotas/pets que pueden ser usadas o vendidas a otros jugadores.
Segunda Promoción:
- Tracker (5Dan 0Kyu): Enfocado más hacia skills defensivas.

- Ranger (5Dan 0Kyu): Enfocado más hacia skills ofensivas.

Guerrero/Warrior (1Dan 0Kyu):
Usa destrezas que aumentan su defensa o ataque.
Segunda Promoción:
- Champion (5Dan 0Kyu): Puede aumentar su propio ataque y disminuir el del enemigo.

- Musa (5Dan 0Kyu): Puede aumentar su propia defensa y disminuir la del enemigo.

Asesino/Assassin (1Dan 0Kyu):
Puede hacerse invisible por determinado tiempo y drenar la energía del oponente.
Segunda Promoción: 
- Shinobi (5Dan 0Kyu): Disminuye la velocidad y agilidad de sus oponentes.

- Slayer (5Dan 0Kyu): Aumenta su velocidad y agilidad.

## Mascotas
En Hero Online se puede disponer de distintas especies de compañeros que sirven de ayuda dentro del juego y, sin duda, lo vuelven más atractivo e interesante. En un principio se los puede dividir en Mascotas de montura (aquellas que el personaje utiliza para movilizarse) y Mascotas de combate. Dependiendo del tipo de personaje que se emplee, se podrá optar por el modo de obtener dichas mascotas: ya sea cazándolas, recorriendo el mercado del juego en busca de alguna tienda o comprándolas en la Hero Tavern (únicamente las llamadas HT Pets o Mascotas HT -sólo de combate-). Si hablamos de Mascotas de montura, aquí entra en juego el trabajo que tenga nuestro carácter para saber si podemos o no utilizarlas. Cada clase tiene su única mascota de montura particular además del caballo, el cual se puede usar con cualquier trabajo. El nombre o título de las mascotas va variando conforme aumenta de nivel. 
Todas las mascotas tienen necesidades que deben ser atendidas y que están representadas por barras de porcentaje. Estas son: Salud/HP, Chi, Hambre y Lealtad. La salud disminuye cuando la mascota es dañada, para recomponerla se debe comprar alimento en las tavernas. El chi es usado por las mascotas de nivel 100, también se recompone con alimento, aunque de otro tipo. El mismo alimento que se usa para restaurar la salud sirve para calmar el hambre. Cuando el hambre disminuye demasiado la barra de lealtad empieza a deacaer; si la lealtad llega a 0 la mascota huye del combate.

Mascotas de montura
- Caballo (disponible para todas las clases hasta que llega al nivel 100, luego solo psíquico)
- Reno (solo cazador)
- Tigre (solo psíquico)
- León (solo guerrero)
- Lobo (solo asesino)

Mascotas de combate
- Oso
- Tigre
- Halcón
- Lobo

Nota: aunque sean de la misma especie, los lobos y los tigres de montura no son iguales a los de combate, tienen diferentes formas y nombres/títulos.

Mascotas HT o Compañeros (sólo combate):
- Asesino Hon
- Maestra de espada Ryung
- Joven maestro Jin
- Monje muerto viviente

## Divine
En el instante que un jugador llega al nivel 101 se produce una variación significativa; un leve cambio en el diseño de personaje y, a su vez, también la posibilidad de continuar con el tercer trabajo (con el cual se hace una gran diferencia en cuanto a poder y habilidades). Los trabajos 101+ son:
- Holy Hand (Physician)
- War Lord (Warrior)
- Beast Lord (Hunter)
- Shadow Lord (Assasin)